# Касперовская ГЭС
Касперовская ГЭС — одна из десятка малых ГЭС на реке Серет, притоке Днестра. Расположена около села Касперовцы Чортковского района Тернопольской области Украины. Запусщена 25 декабря 1963 года
Мощность ГЭС — 7,5 МВт. В здании установлено три гидроагрегата с турбинами, работающими на расчётном напоре в 14,9 м; в составе каждого агрегата — генератор мощностью 2,5 МВт частотой вращения 187,5 об/мин и напряжением 6,3 кВ производства Уралэлектротяжмаш
По данным ООО «Энергия-1», установленная мощность составляет 5,1 МВт.
С момента пуска, на станции выработано[когда?] свыше 600 млн кВт·ч электроэнергии.
Во время строительства из украинского села Монастырок отселили немало людей, им пришлось разобрать хаты, вывезти строительный мусор, засыпать колодцы, забрать с кладбищ останки родных; сейчас в селе осталось 250 жителей.